# Nordfold-Kjerringøy kommun
Nordfold-Kjerringøy kommun (norska: Nordfold-Kjerringøy kommune) var en kommun i Nordland fylke i norra Norge. Kommunen omfattade den sydöstra delen av nuvarande Steigens kommun, den norra delen av nuvarande Bodø kommun (området kring Kjerringøy) samt den nordligaste delen av nuvarande Sørfolds kommun (området kring Mørsvikbotn).

## Administrativ historik
Nordfold-Kjerringøy kommun upprättades den 1 januari 1887 när den dåvarande kommunen Folden delades i två och de båda kommunerna Nordfold-Kjerringøy respektive Sørfold bildades. Kommunen hade 1 347 invånare vid upprättandet.
Den 1 januari 1894 överfördes ett bebott område (gården Movik med 30 invånare) från Nordfold-Kjerringøy kommun till Sørfolds kommun.
Den 1 januari 1906 delades kommunen i två och de båda kommunerna Nordfold respektive Kjerringøy bildades. Den gamla kommunen hade vid delningen totalt 2 342 invånare.